# Abdülkerim Bardakcı
Abdülkerim Bardakcı (ur. 7 września 1994 w Konyi) – turecki piłkarz, występujący na pozycji obrońcy w tureckim klubie Galatasaray SK oraz w reprezentacji Turcji. Uczestnik Mistrzostw Europy 2024.

## Statystyki

### Klubowe
Na podstawie:
| Klub            | Sezonów | Liga      | Liga  | Liga   | Puchar krajowy | Puchar krajowy | Kontynentalne | Kontynentalne | Suma  | Suma   |
| Klub            | Sezonów | Liga      | Mecze | Bramki | Mecze          | Bramki         | Mecze         | Bramki        | Mecze | Bramki |
| --------------- | ------- | --------- | ----- | ------ | -------------- | -------------- | ------------- | ------------- | ----- | ------ |
| Konyaspor       | 7       | Süper Lig | 101   | 8      | 13             | 1              | 2             | 0             | 116   | 9      |
| 1922 Konyaspor  | 1       | 2. Lig    | 6     | 1      | 0              | 0              | –             | –             | 6     | 1      |
| Adana Demirspor | 1       | 1. Lig    | 33    | 3      | 7              | 1              | –             | –             | 40    | 4      |
| Samsunspor      | 1       | 1. Lig    | 32    | 1      | 1              | 0              | –             | –             | 33    | 1      |
| Giresunspor     | 1       | 1. Lig    | 13    | 0      | 3              | 0              | –             | –             | 16    | 0      |
| Denizlispor     | 1       | 1. Lig    | 32    | 2      | 0              | 0              | –             | –             | 32    | 2      |
| Altay SK        | 1       | 1. Lig    | 31    | 3      | 0              | 0              | –             | –             | 31    | 3      |
| Galatasaray SK  | 2       | Süper Lig | 57    | 7      | 6              | 1              | 14            | 2             | 77    | 10     |
|                 | Łącznie | Łącznie   | 305   | 25     | 30             | 3              | 16            | 2             | 351   | 30     |

### Reprezentacyjne
Na podstawie:
| Występy i gole w reprezentacji | Występy i gole w reprezentacji | Występy i gole w reprezentacji | Występy i gole w reprezentacji | Występy i gole w reprezentacji | Występy i gole w reprezentacji | Występy i gole w reprezentacji | Występy i gole w reprezentacji |
| Lp.                            | Data                           | Miasto                         | Przeciwnik                     | Wynik                          | Gole                           | Inne                           | Rozgrywki                      |
| ------------------------------ | ------------------------------ | ------------------------------ | ------------------------------ | ------------------------------ | ------------------------------ | ------------------------------ | ------------------------------ |
| 1.                             | 16.06.2023                     | Ryga                           | Łotwa                          | 3:2 (1:0)                      | 22'                            |                                | Eliminacje EURO 2024           |
| 2.                             | 19.06.2023                     | Samsun                         | Walia                          | 2:0 (0:0)                      |                                |                                | Eliminacje EURO 2024           |
| 3.                             | 12.10.2023                     | Osijek                         | Chorwacja                      | 1:0 (1:0)                      |                                |                                | Eliminacje EURO 2024           |
| 4.                             | 15.10.2023                     | Konya                          | Łotwa                          | 4:0 (0:0)                      |                                | 64'                            | Eliminacje EURO 2024           |
| 5.                             | 18.11.2023                     | Berlin                         | Niemcy                         | 3:2 (2:1)                      |                                | asysta, 90'                    | mecz towarzyski                |
| 6.                             | 21.11.2023                     | Cardiff                        | Walia                          | 1:1 (0:1)                      |                                |                                | Eliminacje EURO 2024           |
| 7.                             | 04.06.2024                     | Bolonia                        | Włochy                         | 0:0 (0:0)                      |                                |                                | mecz towarzyski                |
| 8.                             | 10.06.2024                     | Warszawa                       | Polska                         | 1:2 (0:1)                      |                                |                                | mecz towarzyski                |
| 9.                             | 21.03.2024                     | Dortmund                       | Gruzja                         | 3:1 (1:1)                      |                                | 35'                            | EURO 2024                      |

## Sukcesy
Na podstawie:

### Klubowe
Z Galatasarayem:
- Mistrz Turcji 2022/23, 2023/24
- Superpuchar Turcji 2023/24

Z Konyasporem:
- Puchar Turcji 2016/17